# San Cristóbal de La Laguna

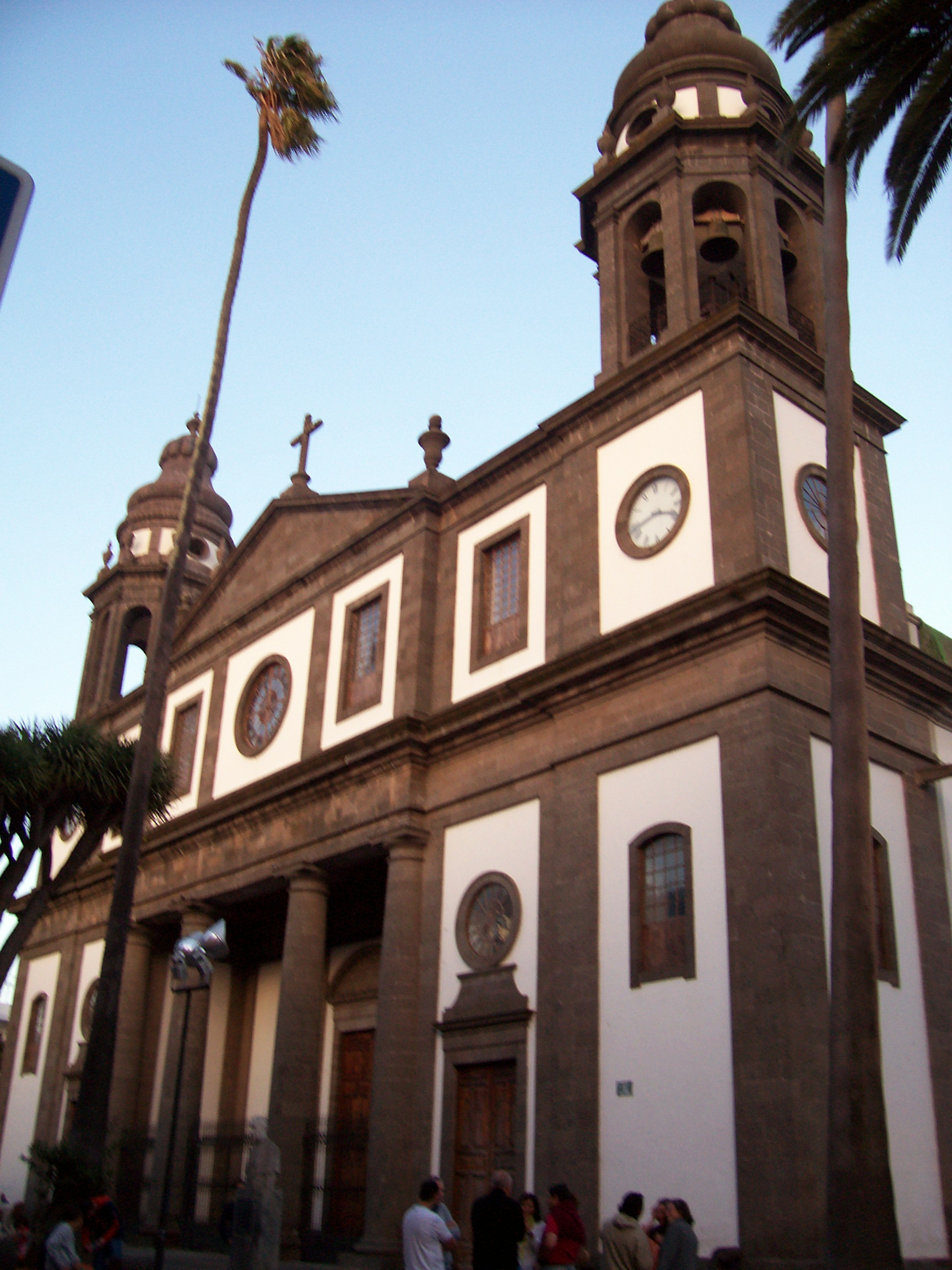
Catedrala din La Laguna

San Cristóbal de La Laguna este un oraș de pe insula Tenerife (Insulele Canare, Spania). În anul 1999 a fost înscris pe lista Patrimoniului Mondial UNESCO. Orașul face parte din provincia Santa Cruz de Tenerife.
Cu o populație de 152.222 de locuitori, San Cristóbal de La Laguna este al treilea oraș din insulele Canare și al doilea de pe insula Tenerife. Orașul adăpostește prima universitate fondată în insulele Canare, fapt pentru care a fost considerat întotdeauna drept centru intelectual și capitală culturală a arhipelagului Canarelor. La Laguna este, de asemenea, sediul Diecezei de Tenerife, care include întreaga provincia Santa Cruz de Tenerife.

## Personalități
- José de Anchieta (1534-1597), sfânt catolic, misionar și fondator al orașelor Sao Paulo și Rio de Janeiro din Brazilia
- Amaro Pargo (1678-1747), corsar celebru din epoca de aur a pirateriei

## Puncte de atracție
- Catedrala din La Laguna (Catedrala din Tenerife)
- Biserica din La Concepción
- Cartierul vechi
- Universitatea din La Laguna

## Vezi și
- Lista orașelor din Spania

## Legături externe
- San Cristóbal de La Laguna - sit web oficial